# Canalul Albert
Canalul Albert (în limbile neerlandeză: Albertkanaal, franceză: Canal Albert) este un canal navigabil de mică adâncime în partea de nord-est a Belgiei, care a fost numit în cinstea regelui Albert I al Belgiei. Canalul  Albert leagă orașele  Anvers de Liège și râurile Meuse și Scheldt. De asemenea, Canalul Albert face legătura cu Canalul Dessel-Turnhout-Schoten.
Canalul Albert are o adâncime standard de 3,4 m și o lățime de maximum 6,7 m. Vasele cele mai mari care pot folosi canalul sunt barje de cel mult 10.000 t, mult mai mici decât cele care navighează pe Rin sau Dunăre, sau cele care folosesc căile navigabile din SUA sau Canada. 
Între Anvers și Liège diferența de nivel este de 56 m. De-a lungul canalului au fost construite șase ecluze pentru depășirea problemelor create de diferența de nivel. Cinci ecluze asigură depășirea unei diferențe de nivel de câte 10 m la Genk, Diepenbeek, Hasselt, Kwaadmechelen și Olen. A șasea ecluză, de la Wijnegem, asigură o diferență de nivel de 5,45 m. 
Până la darea în folosință în 1939 a Canalului Albert, călătoria pe apă din Anvers la Liège lua o săptămână. În zilele noastre, distanța dintre cele două orașe este străbătută pe calea apei în aproximativ 18 ore.

## Istoric

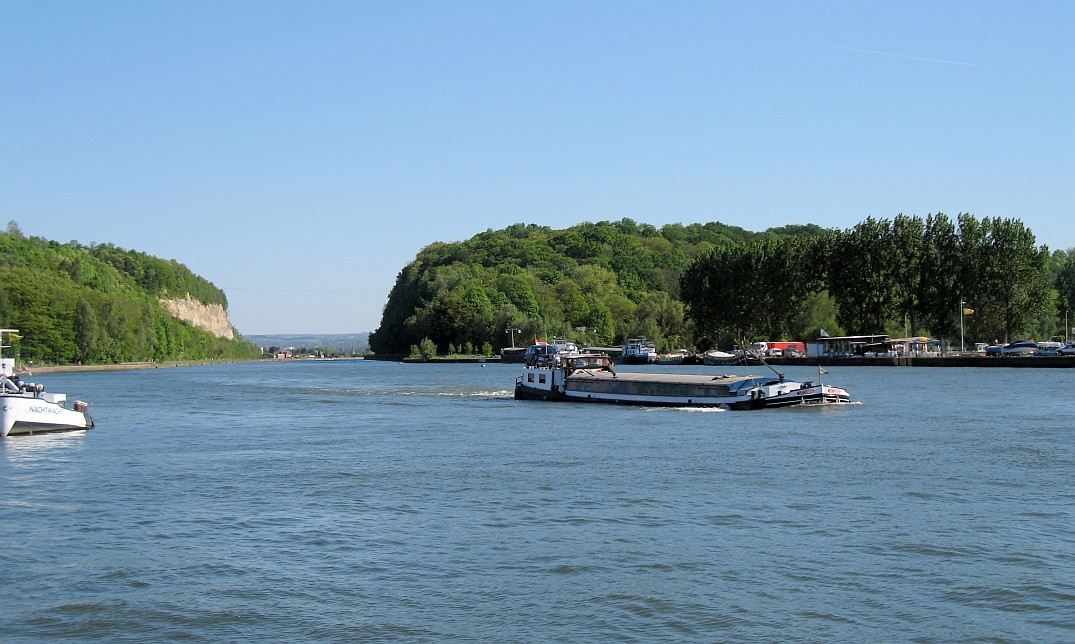
Canalul Albert lângă Kanne

Canalul Albert a fost construit din 1930 până în 1939. Compania germană de construcții „Hochtief AG” a lucrat la canal între 1930 și 1934, dar finalizarea a fost făcută de companii belgiene. 
Canalul Albert a fost folosit pentru prima oară în 1939, dar izbucnirea celei de-a doua conflagrații mondiale a făcut ca utilizarea sa intensivă să fie făcută doar după 1946 · .. 
În timpul celui de-al doua conflagrații mondiale, Canalul Albert a funcționat ca linie defensivă. Canalul nu servea doar apărării Belgiei, dar și nordului Franței. Forțarea canalului de către  Wehrmachtul german și cucerirea Fortului Eben-Emael, pe 11 mai 1940, au fost evenimentele hotărâtoare ale cuceririi Belgiei. 
În timpul luptelor pentru eliberarea Belgiei de către Aliați, din septembrie 1944, Divizia a II-a canadiană a fost prima unitate aliată care a traversat canalul. Divizia a II-a a fost parte a Armatei I canadiene. Britanicii au traversat de asemenea canalul în timpul marșului spre Olanda, iar americanii au intrat în Belgia mai spre est, acționând pentru eliberarea Belgiei și Luxemburgului. Belgia a fost eliberată de trei armate aliate, dintre care două au traversat Canalul Albert. 